# Kristján Eldjárn
Kristján Eldjárn (6. december 1916 – 14. september 1982) var Islands tredje præsident fra 1968 til 1980. Fra 1949 og frem til han blev præsident var han direktør for Islands Nationalmuseum, som han var med til at grundlægge i 1945.
Forældrene til Kristján var Þórarinn Kr. Eldjárn som var bonde og lærer i Tjörn og hustruen Sigrún Sigurhjartardóttir. Han tog eksamen i arkæologi ved Københavns universitet og undervidste senere ved Háskóli Íslands (Islands universitet).
Under præsidentvalget i 1968 var hans modkandidat ambassadøren Gunnar Thoroddsen. Fra starten blev det antaget, at Thoroddsen ville vinde, fordi han lagde ud med 70 % af stemmerne, men Eldjárn havde ved valgets ende 65,6% af stemmerne. Ved dette valg var stemmeprocenten på 92,2%. Han blev genvalgt uden modkandidat i 1972 og 1976.
År 1974 tildeles han en æresdoktorgrad ved Syddansk Universitet og 1975 ved universitetet i Bergen.
Hans børn Þórarinn Eldjárn og Sigrún Eldjárn er begge forfattere.